# ژان-گابریل پریو
ژان-گابریل پریو (فرانسوی: Jean-Gabriel Périot‎؛ زادهٔ ۱۹۷۴) مستندساز و فیلم‌ساز اهل فرانسه است. وی از سال ۲۰۰۱ میلادی تاکنون مشغول فعالیت بوده‌است. وی برنده جایزه زردآلوی نقره‌ای در بخش رقابتی فیلم مستند بین‌المللی جشنواره بین‌المللی فیلم زردآلوی طلایی ایروان ۲۰۱۵ شد.